# Helcmanovce
Helcmanovce – wieś (obec) na Słowacji położona w kraju koszyckim, w powiecie Gelnica. Pierwsze wzmianki o miejscowości pochodzą z roku 1297. 
W miejscowości jest przystanek kolejowy Helcmanovce.
Według danych z dnia 31 grudnia 2012, wieś zamieszkiwało 1460 osób, w tym 755 kobiet i 705 mężczyzn.
W 2001 roku rozkład populacji względem narodowości i przynależności etnicznej wyglądał następująco:
- Słowacy – 92,99%
- Czesi – 0,19%
- Niemcy – 0,19%
- Romowie – 5,78%
- Rusini – 0,19%
- Ukraińcy – 0,13%
- Węgrzy – 0,13%

Ze względu na wyznawaną religię struktura mieszkańców kształtowała się w 2001 roku następująco:
- Katolicy rzymscy – 16,45%
- Grekokatolicy – 71,08%
- Ewangelicy – 0,71%
- Prawosławni – 1,16%
- Husyci – 0,06%
- Ateiści – 7,13%
- Nie podano – 3,21%